# Acantheucosma trachyptila
Acantheucosma trachyptila är en fjärilsart som beskrevs av Diakonoff 1988. Acantheucosma trachyptila ingår i släktet Acantheucosma och familjen vecklare. Inga underarter finns listade i Catalogue of Life.